# Wendelsheim (Rottenburg)
Pour la municipalité allemande située en Rhénanie-Palatinat, voir Wendelsheim.
Wendelsheim est un quartier de la ville de Rottenburg am Neckar située en République fédérale d'Allemagne dans le Land du Bade-Wurtemberg, dans l'arrondissement de Tübingen.

## Géographie
Wendelsheim est située 4 kilomètres au nord de Rottenburg et 11 kilomètres au sud-ouest de Tübingen.

### Expansion
Le territoire communal de village comporte 470 hectares. 71,0 % de ce territoire sont superficie agricole, 15,0 % superficie sylvicole, 13,6 % superficie de lotissement et trafic, 0,2 % plan d'eau  et 0,2 % autre.

### Endroits voisins
Les endroits suivantes confinent à Wendelsheim. Ils ont appelé dans le sens des aiguilles d'une montre et on commence du nord: Oberndorf, Wurmlingen, Rottenburg (ville principale) et Seebronn. Tous les endroits voisins sont situées dans l'arrondissement de Tübingen. Oberndorf, Wurmlingen et Seebronn sont des quartiers de Rottenburg aussi.

## Population
1 555 personnes vivent à Wendelsheim (situation au 31 janvier 2008). Wendelsheim appartient aux quartiers médians de Rottenburg. La densité de population est 331 habitants par km2.

### Religions
Les gens de Wendelsheim sont catholique romain en majorité.

## Politique

### Jumelage
- Ablis (France) depuis 1979